# Tridi
Die zwölf Monate des republikanischen Kalenders der Französischen Revolution sind jeweils in drei „Dekaden“ zu zehn Tagen eingeteilt. Tridi ist der dritte Tag einer Dekade. Der 3., 13. und 23. jedes Monats und die Fête du travail der Sansculottiden fallen auf einen Tridi.

## Tagesnamen
Die Tagesnamen des Tridi waren (wie die meisten anderen Tagesnamen) landwirtschaftliche Nutzpflanzen. Nur im Nivôse wurden die Tage nach Mineralen und tierischen Substanzen benannt.
| Monat          | 1re Décade | 1re Décade             | 2e Décade | 2e Décade                    | 3e Décade | 3e Décade                 |
| -------------- | ---------- | ---------------------- | --------- | ---------------------------- | --------- | ------------------------- |
| Vendémiaire    | 3.         | Châtaignes (Kastanien) | 13.       | Potiron (Melonenkürbis)      | 23.       | Navets (Wasserrüben)      |
| Brumaire       | 3.         | Poire (Birne)          | 13.       | Topinambour (Erdartischocke) | 23.       | Garence (Krapp)           |
| Frimaire       | 3.         | Chicorée (Zichorie)    | 13.       | Cèdre (Zeder)                | 23.       | Roseau (Schilfrohr)       |
| Nivôse         | 3.         | Bitume (Asphalt)       | 13.       | Ardoise (Schiefer)           | 23.       | Fer (Eisen)               |
| Pluviôse       | 3.         | Fragon (Mäusedorn)     | 13.       | Laurier (Lorbeer)            | 23.       | Chiendent (Quecke)        |
| Ventôse        | 3.         | Viollier (Levkoje)     | 13.       | Fumeterre (Erdrauch)         | 23.       | Cochléria (Löffelkresse)  |
| Germinal       | 3.         | Asperges (Spargel)     | 13.       | Morille (Morchel)            | 23.       | Marronnier (Rosskastanie) |
| Floréal        | 3.         | Fougère (Farn)         | 13.       | Bâton d’or (Goldlack)        | 23.       | Bourrache (Borretsch)     |
| Prairial       | 3.         | Trèfle (Klee)          | 13.       | Pois (Erbse)                 | 23.       | Chèvrefeuille (Geißblatt) |
| Messidor       | 3.         | Oignon (Zwiebel)       | 13.       | Giroflée (Gewürznelke)       | 23.       | Haricots (Bohnen)         |
| Thermidor      | 3.         | Melon (Melone)         | 13.       | Abricot (Aprikose)           | 23.       | Lentille (Linse)          |
| Fructidor      | 3.         | Licoperde (Stäubling)  | 13.       | Epine vinette (Berberitze)   | 23.       | Houblon (Hopfen)          |
| Sansculottiden | 3.         | Fête du travail        |           |                              |           |                           |